# 회의실

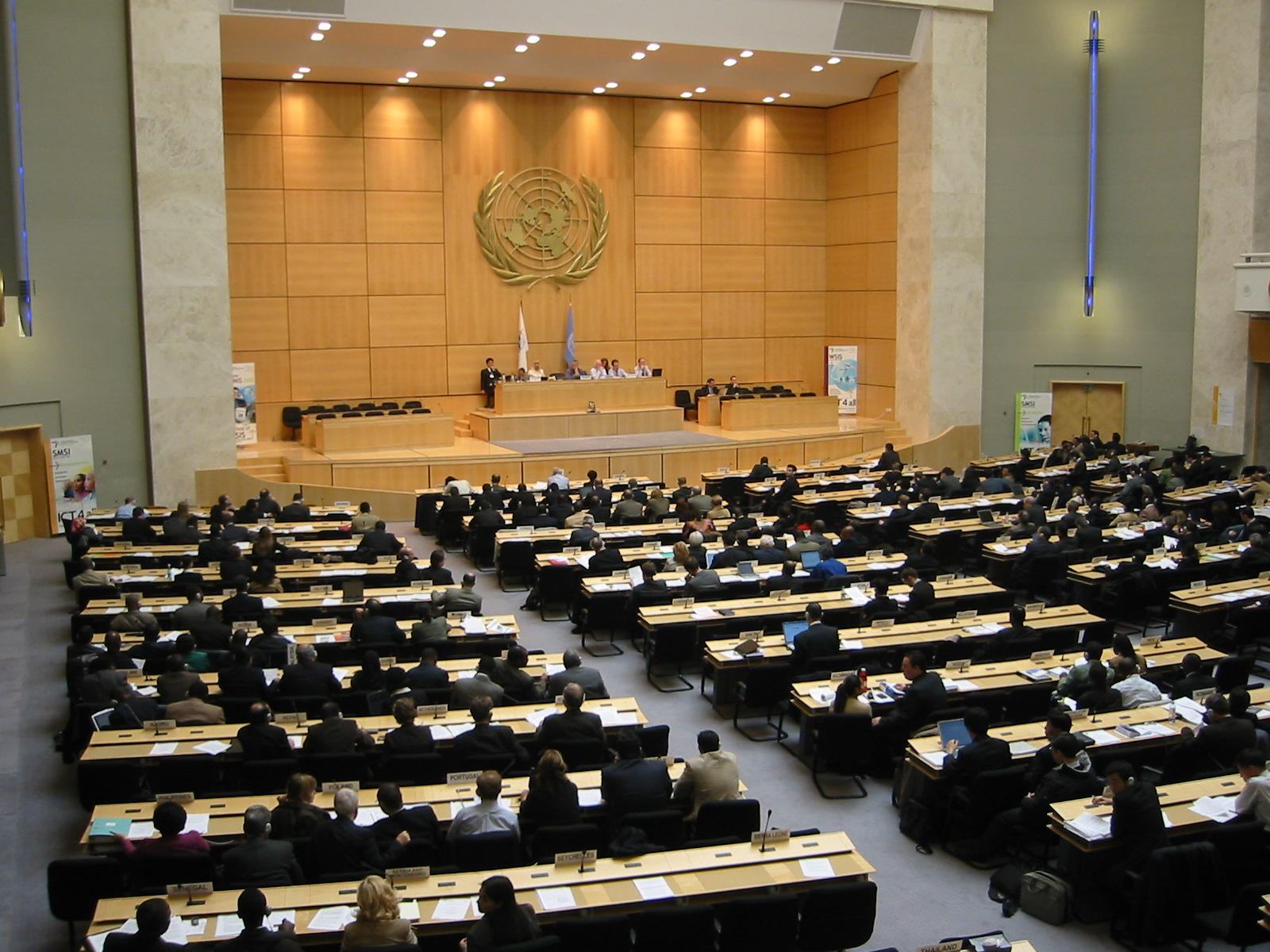
회의실

회의실(會議室)은 회의를 하는 장소로, 대부분 방음처리장치가 되어있다.

## 방
대형 호텔과 컨벤션 센터에서 흔히 볼 수 있지만 병원을 포함한 다른 많은 시설에도 있다. 때때로 경기장이나 콘서트 홀과 같은 대규모 회의를 위해 다른 방이 수정된다. 항공기에는 회의실이 장착되어 있다. 회의실은 보안상의 이유로 창문이 없을 수 있다. 이러한 방 중 하나의 예로는 탱크(Tank)로 알려진 펜타곤에 있다.
일반적으로 시설은 가구, 오버헤드 프로젝터, 무대 조명 및 사운드 시스템을 제공한다.
건물의 다른 부분에서 흡연이 허용되더라도 회의장에서는 일반적으로 흡연이 금지된다.
때때로 '회의장'이라는 용어는 '반다라나이케 기념 국제 회의장'과 같이 '회의장'과 동의어로 사용된다.
일부 회의실에는 회의실을 소유한 회사의 필요에 따라 예약 관리 소프트웨어가 설치되어 있다.
일반적으로 중대형 사무실이나 고등 교육 시설에는 종종 회의실 또는 허들룸이라고 하는 작은 회의실이 있다.